# Snatterand

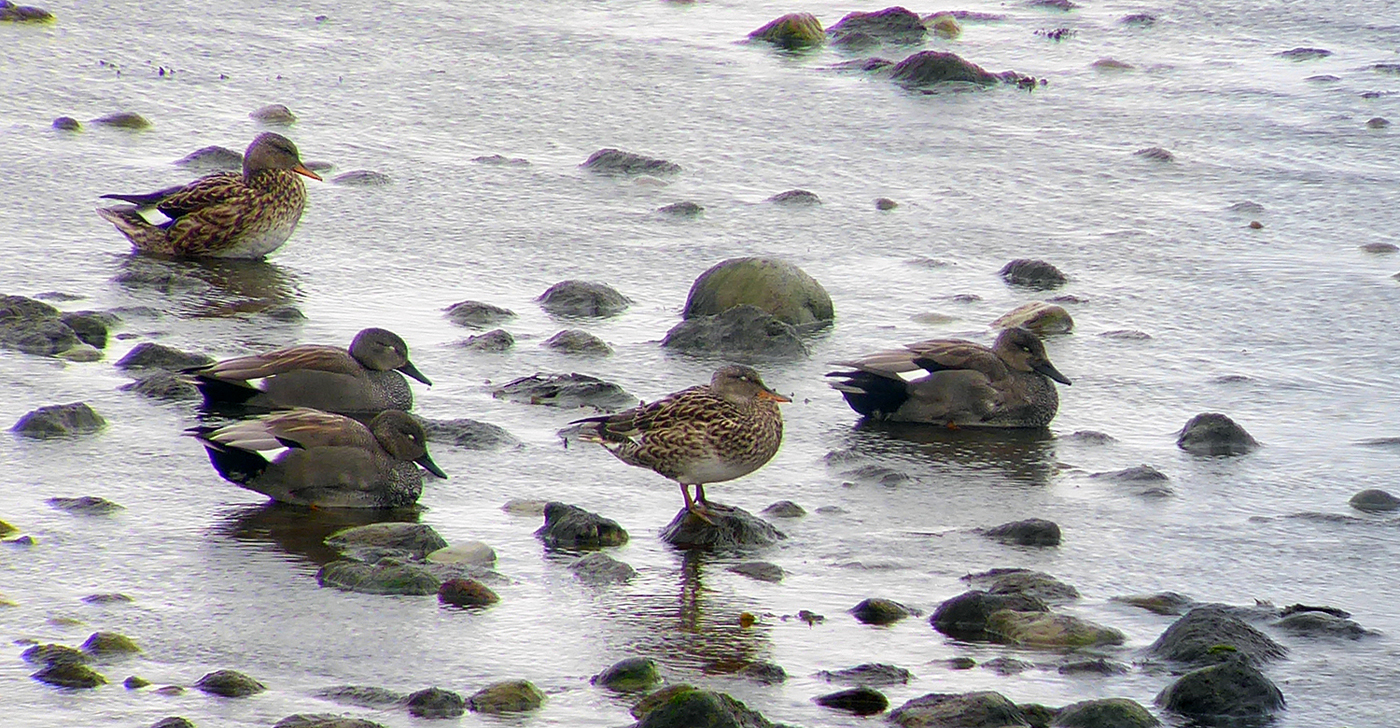
En liten flock rastar, tre hanar och två honor.

Snatterand (Mareca strepera) är en vida spridd andfågel i familjen änder. Den förekommer i stora delar av Europa, Asien och Nordamerika.

## Utseende

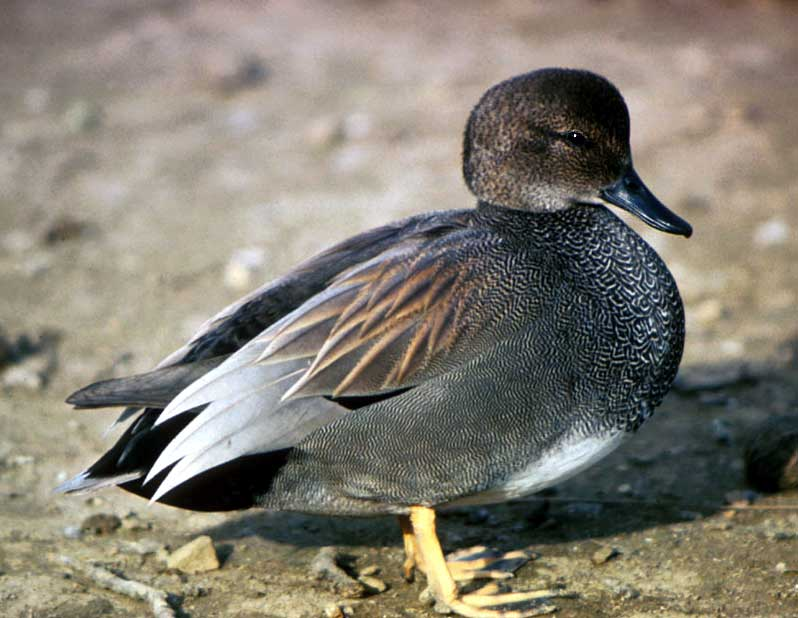
En adult hane på land där man kan se de klargula benen och den ljusa buken.

Snatteranden är med en längd på 46–56 cm, ett vingspann på 78–90 cm och en vikt på 850–1 000 gram, något mindre än gräsanden. I jämförelse är snatteranden något slankare och har smalare vingar. I alla dräkter har den en vitaktig buk. En av dess mest arttypiska karaktärer är dess vita vingspegel men den kan vara mycket liten eller helt saknas hos juvenila fåglar och syns bäst hos adulta hanar.
Hanen i praktdräkt är huvudsakligen fint gråvattrad, med matt gråbrunt huvud och stjärt, och markant svart över- och undergump. Dess längsta skulderfjädrar är mörka med bred ljust gråbeige bräm. Vingovansidan är grå med en vit och en svart vingspegel, och har svarta och roströda partier på armtäckarna. Näbben är gråsvart och benen klargula.
Hona, och hane i eklipsdräkt, liknar gräsand, men skiljs från den främst genom den vita vingspegeln, de mörkgrå tertialerna, den annorlunda färgade näbben med obruten mörk näbbrygg omgiven av orange kanter, och den ljusa buken. Juvenilen uppvisar större kontrast mellan det gråtonade huvudet och den varmbruna kroppen, till skillnad från den mer jämnt ljusbruna gräsanden i samma dräkt.

## Läten
Från hanen hörs ett djupt och knarrande "ährp" och som spelläte ett ljust visslande "pjii". Honan kväker likt gräsanden men mer mekaniskt, hårdare och inte lika bortdöende och fallande.

## Utbredning och systematik
Snatteranden häckar i Europa, Asien och i centrala Nordamerika. En liten population häckar också i Marocko i nordvästligaste Afrika.
I Europa häckar den lokalt på Iberiska halvön, I Storbritannien, på Island, i Skandinavien, Baltikum, Central- och Östeuropa och söderut till Mellanöstern. Från Europeiska Ryssland och österut har den ett mer sammanhängande utbredningsområde i ett bälte över de centrala delarna av Asien så lång österut som nordöstra Kina och Primorje kraj, men även lokalt i östra Hokkaido på Japan och i Kamtjatka.
I Nordamerika sträcker sig häckningsområdet från Saint Lawrencefloden, över Stora sjöarna, Alberta, Saskatchewan, North Dakota, South Dakota, södra delarna av Kansas, och västerut till Kalifornien, och utmed Kanadas stillahavskust och de södra kustområdena av Alaska. Utbredningsområdet mot östra Nordamerika verka öka.
Merparten av de nordliga populationerna är utpräglade flyttfåglar och den palearktiska populationen flyttar söderut om vintern och förekommer då i Medelhavsområdet, i norra och östra Afrika så långt söderut som Etiopien och Eritrea, i Indien, södra Japan och Sydostasien. Den nordamerikanska populationen övervintrar från kustområden i Alaska, och söderut till Centralamerika och österut till Idaho, Kansas, Ohio, Virginia, och vidare söderut till Centralamerika och Bahamas i Västindien. Häckpopulationer i tempererade område, exempelvis i västra Europa, är huvudsakligen stannfåglar, och drar sig bara undan isen. Den förekommer året runt utmed Nordamerikas västkust.

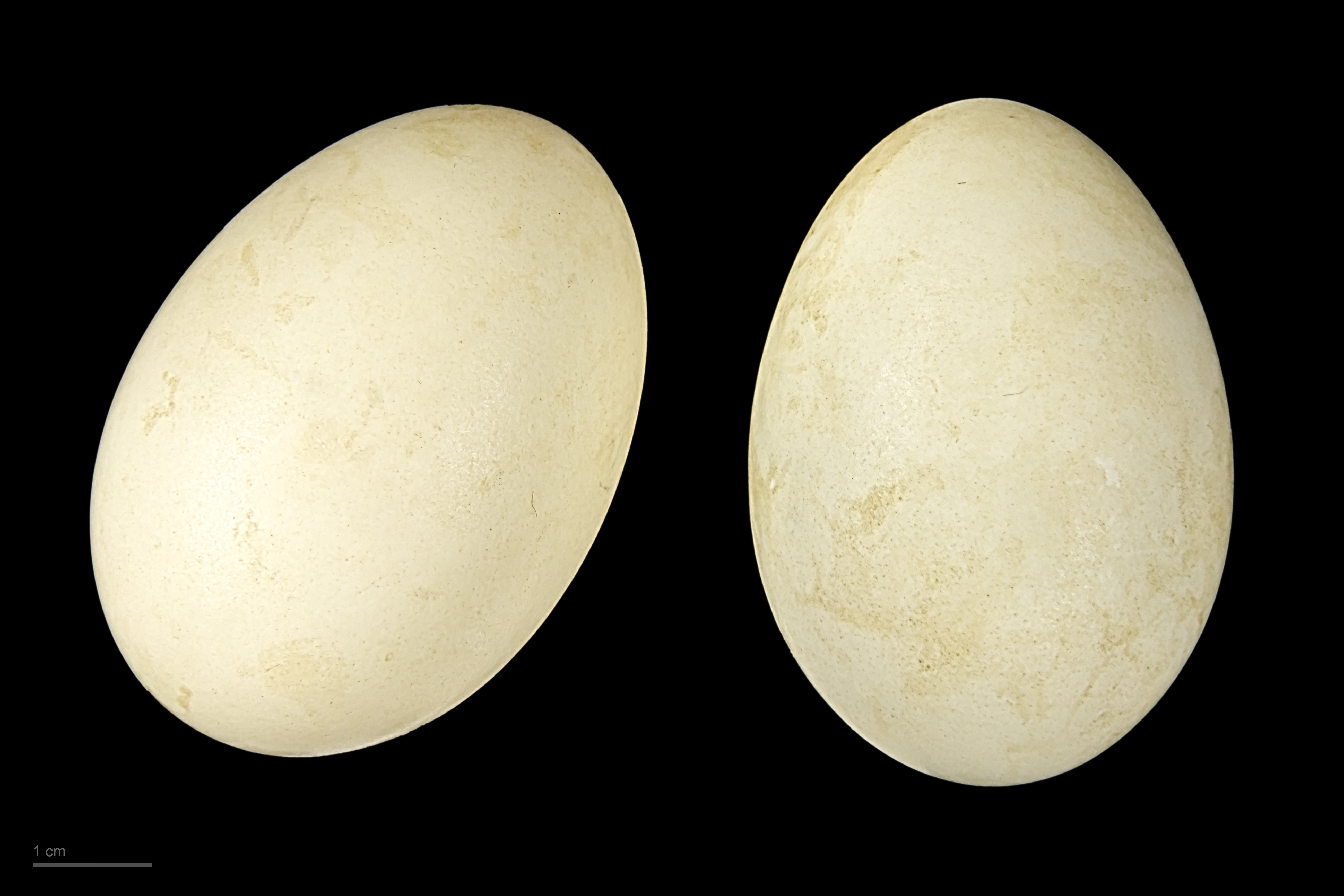
Ägg från snatterand.

Snatteranden är idag en monotypisk art, det vill säga att den inte delas upp i några underarter. Dock har det i historisk tid funnits en underart som häckade på ön Teraina i Polynesien, men som idag är utdöd.

### Släktestillhörighet
DNA-studier visar att snatterandens närmaste släkting är praktand och tillsammans bildar de en grupp med bläsänder. Tidigare placerades de i släktet Anas, men sedan 2017 bryts de ut i släktet Mareca av de internationellt ledande taxonomiska auktoriteterna. Sedan 2022 urskiljs de även av Birdlife Sveriges taxonomikommitté.

### Förekomst i Sverige
I Sverige häckar snatteranden vid kusten och i näringsrika sjöar i Götaland och Svealand samt mycket lokalt längs Norrlandskusten. Tidigare var jakt på snatteränder förbjuden i Sverige, men många sköts ändå av jägare som trodde det var gräsänder. Jägareförbundet löste problemet med att 2019 göra det lagligt.

## Ekologi

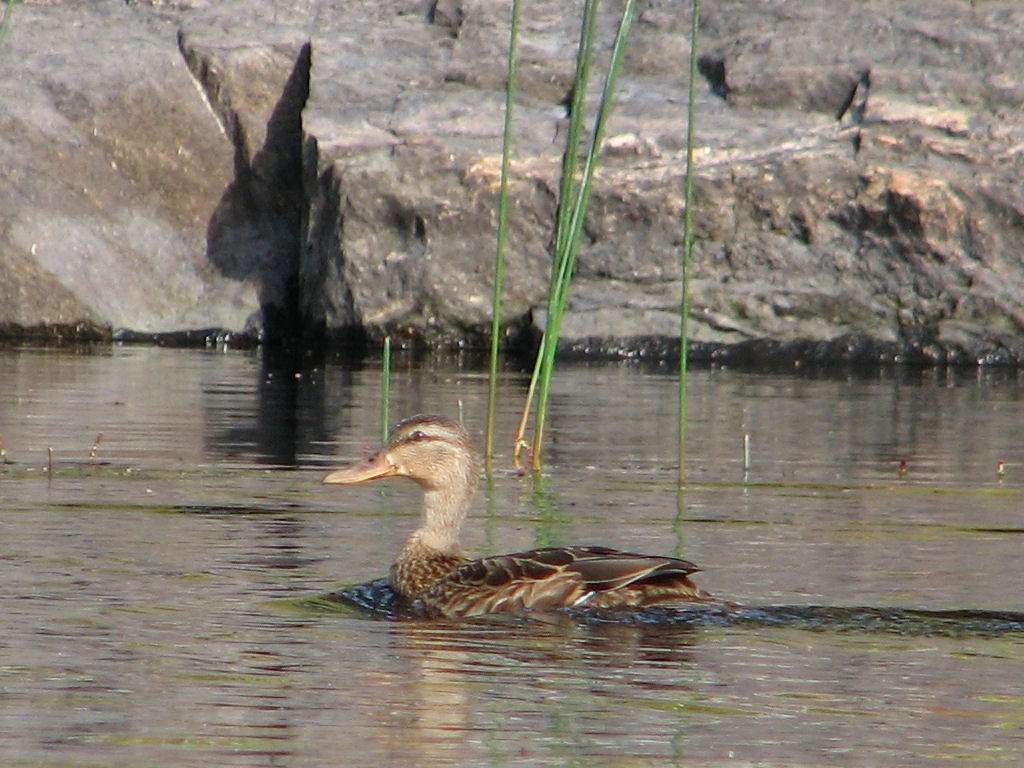
Juvenil snatterand. Notera den mörka kroppen och kontrasten till det ljusare huvudet.

Snatteranden uppträder oftast som enstaka par, eller i mindre löst sammanhållna grupper, men under hösten och vintern kan den ansamlas i större flockar.

### Biotop
Snatterand häckar vid näringsrika våtmarker och sjöar, ofta slättsjöar men även i något djupare sjöar. Vintertid föredrar den slättsjöar, floder och vassrika flodmynningar, skyddade kuststräckor.

### Föda
Dess föda består till största delen av olika växtdelar, som den antingen betar från botten genom att tippa kroppen framåt, eller också betar av växtdelar som sticker upp ur vattnet. På hösten födosöker den ofta genom att med näbben filtrera ytvatten efter småalger, och ibland födosöker den även på sädesfält. Vintertid utökar den sin föda med mindre mängder insekter, maskar, blötdjur och småfisk Under sina första levnadsveckor äter de främst mindre vattenlevande djur.

### Häckning
Den häckar första gången som ettåring. Häckningsperioden varierar över dess stora utbredningsområde men inträffar generellt sent, från maj till juli. Boet som byggs av honan placeras direkt på marken väl dolt, i närheten av vatten, men tillräckligt långt ifrån för att vegetationen ska vara torr. Ofta placeras redet i en grästuva, bland nässlor, i buskage eller högt gräs, inte sällan på en gräsbevuxen mindre ö i närheten av måsfåglar. Den lägger i genomsnitt 8-12 gulfärgade ägg, kullar med 5-15 ägg har observerats, vilka ruvas av honan i 24-26 dagar. Ungarna tas sedan om hand av honan och de blir flygga och självständiga efter 45-50 dagar. Efter häckning kan vissa honor flytta med sina ungar till djupare vatten, ibland upp till 1,5 km från redet. Paren håller bara ihop under en häckningssäsong.

### Ruggning
Hanarna lämnar häckningsområdena i början av juli, ungefär en månad före honorna och de juvenila individerna för att besöka vissa specifika vatten där de ruggar till en eklipsdräkt. Under ruggningen är de flygoförmögna under cirka fyra veckor och först efter ruggningen flyttar de vidare till vinterkvarteren. I vinterkvarteret ruggar de igen och hanen anlägger praktdräkt som den bär från oktober till maj. De återvänder till häckningsområdena i mars och april.

## Hot och status
Snatteranden hotas främst av föroreningar och störningar under häckningstid på grund av mänsklig aktivitet. Lokalt i Nordamerika och Europa utsätts den för hård predation från mink. Arten jagas över stora delar av sitt utbredningsområde, både av fritidsjägare och för kommersiellt bruk och historiskt har ägg beskattats, och beskattas kanske fortfarande på Island. På grund av sitt mycket stora utbredningsområde och mycket stora globala population så bedöms inte snatteranden som hotad. Populationstrenden är inte känd men bedöms inte vara minskande. På grund av detta kategoriseras snatteranden som livskraftig (LC) av IUCN.
Även i Sverige kategoriseras arten som livskraftig. Från att ha varit mycket fåtalig har den på senare år ökat kraftigt i antal. Beståndet uppskattas till cirka 2000 par.